# Jurkowo Węgorzewskie (stacja kolejowa)
Jurkowo Węgorzewskie – zlikwidowana w 1945 roku stacja kolejowa w Jurkowie na linii kolejowej Olecko – Kruklanki, w powiecie giżyckim, w województwie warmińsko-mazurskim.